# Соломенный мост
Соломенный мост (итал. Ponte della Paglia) — один из мостов Венеции через Дворцовый канал — Рио ди Палацио. Cоединяет набережную Riva degli Schiavoni с площадью Сан-Марко. Находится рядом с Дворцом Дожей. Мост, первоначально деревянный, построен в 1100 году. В 1360 году он был заново выложен из камня, а впоследствии реконструирован и расширен в 1854 году. Название моста связано с тем, что он использовался в качестве стоянки для отдыха при погрузке и выгрузке сена и соломы с лодок. В древности из соломы делали матрасы в тюрьмах, ей покрывали крышу самых бедных обмазанных глиной домов, для бытовых нужд, в качестве корма для животных и в конюшнях.
С этого места открывается волнующая картина мрачного Дворцового канала с мостом Вздохов, соединяющим Дворец Дожей со зданием XVI века Новых тюрем.